# Gadsdenaankoop

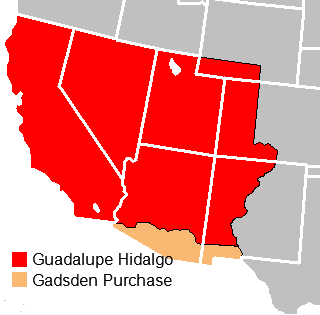
In rood het landoverdracht als gevolg van Vrede van Guadalupe Hidalgo en in oranje de Gadsdenaankoop

Detailkaart van de Gadsdenaankoop

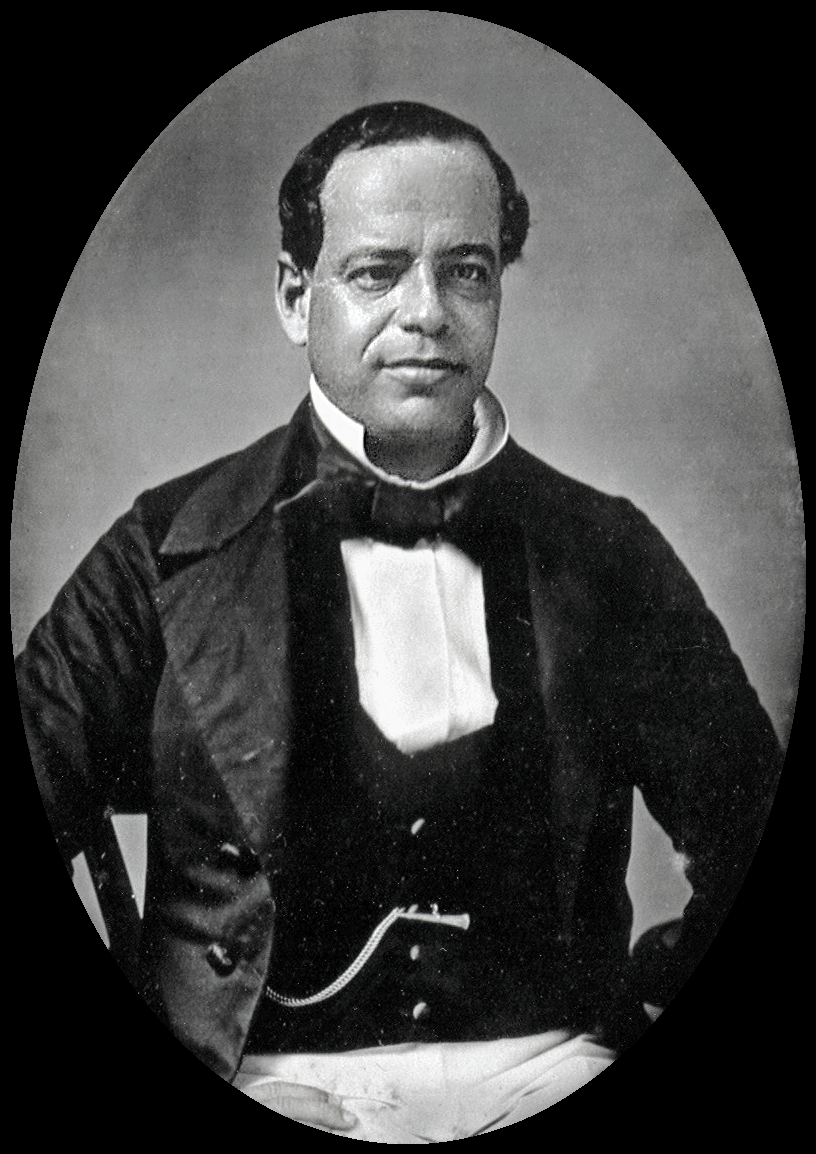
Santa Anna (ca. 1853)

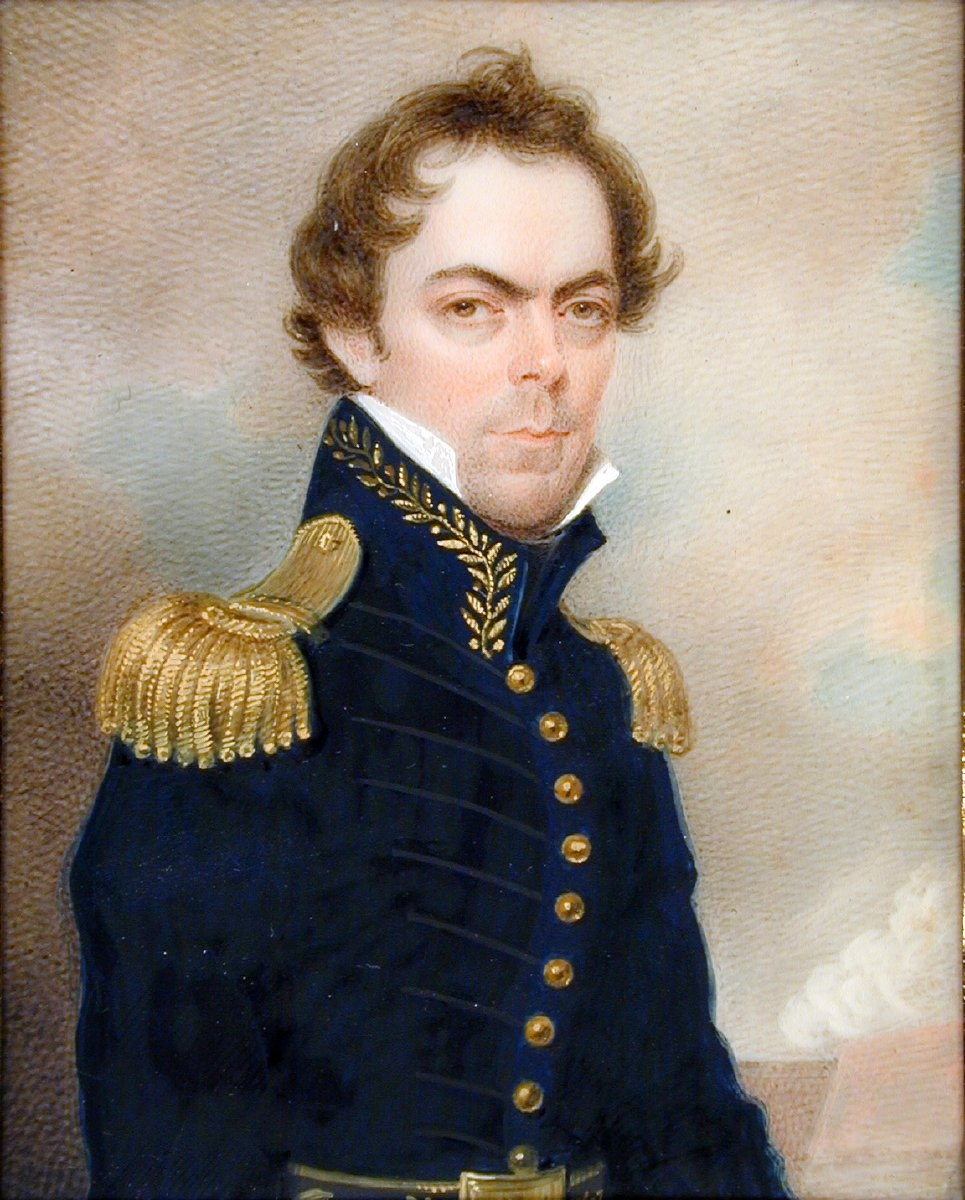
James Gadsden (ca. 1831)

De Gadsdenaankoop (Engels: Gadsden Purchase, Spaans: La Venta de La Mesilla) was de aankoop van een stuk Mexicaans land door de Amerikaanse regering op 30 december 1853. Het besloeg een stuk land in de huidige staten Arizona en New Mexico, ten zuiden van de Gilarivier, dat in Mexico de Mesilla-vallei genoemd werd (en wordt). De koop werd gesloten door de Amerikaanse gezant James Gadsden en de Mexicaanse dictator Antonio López de Santa Anna.
Met de Vrede van Guadalupe Hidalgo kwam er een einde aan de Mexicaans-Amerikaanse Oorlog (1846-1848). Een gevolg van het verdrag was de verkoop door Mexico van een groot gebied (Alta California) voor US$ 15 miljoen aan de Verenigde Staten (VS). Er bleef een betwist stuk land over tussen beide landen.
De Amerikanen wilden het betwiste stuk land kopen om een zuidelijke route voor een transcontinentale spoorlijn mogelijk te maken en omdat sommige Amerikanen vonden dat de VS een schandalig lage prijs had betaald voor het gebied dat bij de Vrede van Guadalupe Hidalgo voor de Mexicanen verloren ging. Door een extra stuk land voor een redelijke prijs te kopen kon Mexico enigszins schadeloos worden gesteld. Santa Anna had onder andere geld nodig om zijn exorbitant dure levensstijl te kunnen bekostigen.
Onder president Franklin Pierce werden de onderhandelingen geopend. James Gadsden vertrok naar de Mexicaanse hoofdstad en op 25 september 1853 begonnen de onderhandelingen met Santa Anna. Op 30 december tekenden zij het verdrag, Mexico zou een stuk land ter grootte van 98.000 km² verkopen voor US$ 15 miljoen.
Oorspronkelijk was Santa Anna van plan om een veel groter stuk land te verkopen. Hij wilde Nuevo León, Tamaulipas, Chihuahua, Coahuila, Sonora en het schiereiland Neder-Californië verkopen. Dit stuitte op hevige weerstand, zowel in Mexico - de Mexicanen wilden niet nog meer grondgebied verliezen - als in de VS. De Amerikaanse abolitionisten zagen het als een poging het slavernijgebied uit te breiden.
Op 17 april 1854 stemde de Senaat over het verdrag. De stemming behaalde niet de vereiste twee derde meerderheid waarmee het werd afgewezen. Het verdrag werd aangepast en het gebied dat verkocht zou worden werd verkleind naar 76.800 km² en de prijs verlaagd naar US$ 10 miljoen. Dit voorstel kreeg op 25 april wel voldoende steun van de Senaat. Gadsden vertrok naar Mexico en legde de nieuwe tekst voor aan Santa Anna, die ermee instemde. Het verdrag trad op 30 juni 1854 in werking. Het aangekochte land maakt het zuidelijke deel van Arizona en New Mexico uit.